# Ceylalictus muiri
Ceylalictus muiri är en biart som först beskrevs av Cockerell 1909.  Ceylalictus muiri ingår i släktet Ceylalictus och familjen vägbin. Inga underarter finns listade i Catalogue of Life.